# El escudo de Heracles

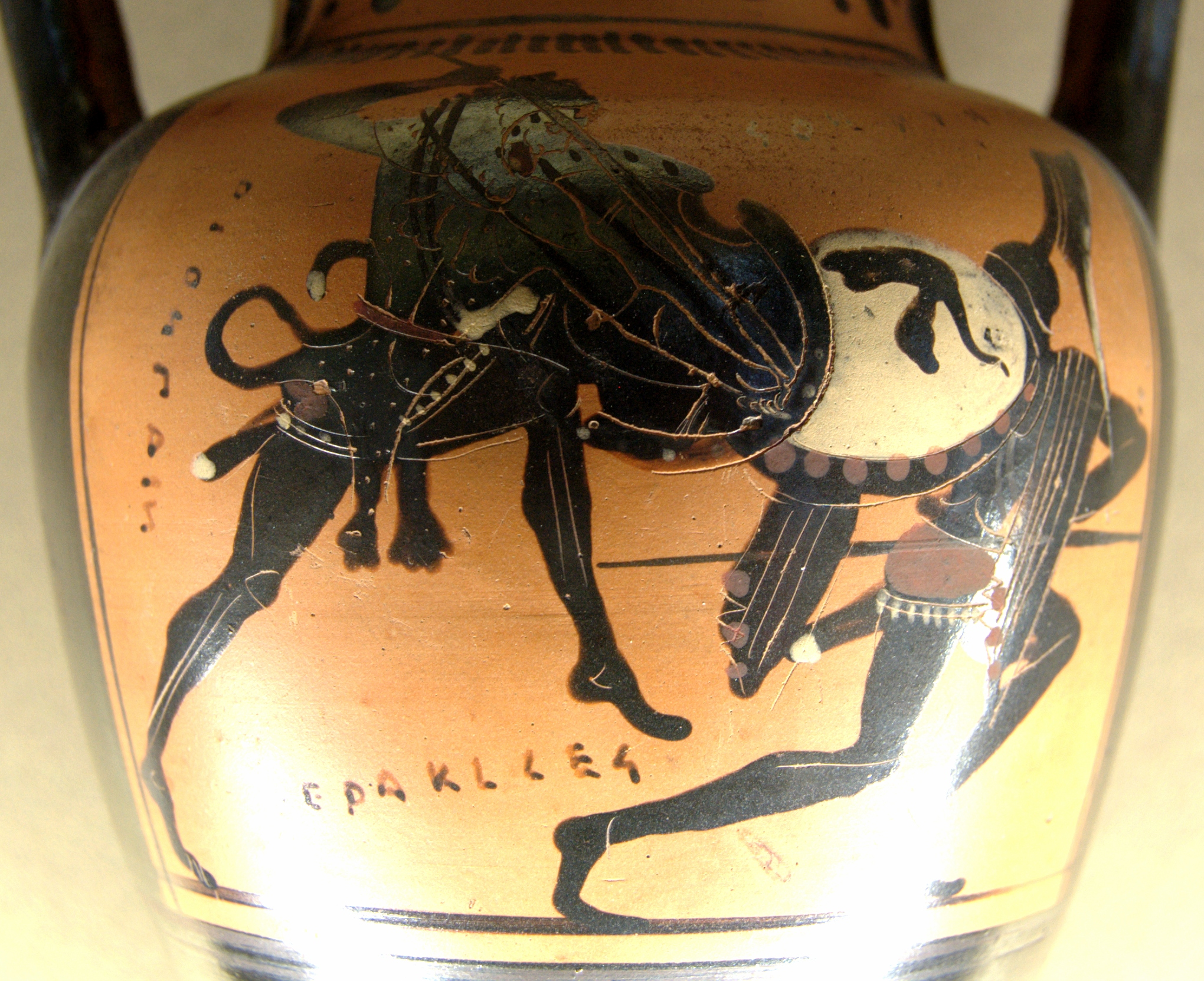
Heracles y Cicno luchando, representados en un ánfora de cerámica ática de figuras negras hallada en Nola.

El escudo de Heracles (en griego antiguo Ἀσπὶς Ἡρακλέους: Aspis Hêrakleous; en latín, Scutum) es un fragmento de épica griega, compuesto por 481 líneas de hexámetros. El tema del episodio es la expedición de Heracles y Yolao contra el hijo de Ares llamado Cicno, quien había desafiado a Heracles a un combate cuando este pasaba cerca de Itono (Tesalia). La historia está narrada con una dicción recargada y pesada. La sección sobrevivió aparentemente por el placer que proporcionaba su meticulosa descripción de las imágenes y viñetas representadas en extravagantes relieves sobre el escudo hecho por Hefesto para Heracles. La obra fue acríticamente atribuida a Hesíodo en la antigüedad, pero probablemente fuese escrita en el siglo VI a. C., imitando el estilo homérico.

En el centro [del escudo] estaba labrado Fobos (Miedo) inflexible, indescriptible, mirando atrás fijamente con ojos que brillaban con fuego. Su boca estaba llena de dientes en una hilera blanca, temible y desalentadora, y sobre su severa frente planea aterradora Eris (Discordia), que provoca la estampida de los hombres...

Sobre el escudo estaban moldeados Proioxis (Persecución) y Palioxis (Fuga), y Homados (Tumulto), y Fobos (Pánico), y Androktasie (Masacre). También Eris  (Discordia) y Cidoimos (Alboroto) se daban prisa alrededor, y terriblemente Ker (Muerte violenta).
El escudo de Heracles, 139 y ss.

La popularidad de El escudo de Heracles en la Atenas del siglo VI a. C. puede calcularse a partir de las ocurrencias en las que se detecta su presencia en vasijas áticas de entre 565 y 480 a. C. La probabilidad de transmisión oral y literaria durante la misma época también ha sido estudiada.
El escudo de Heracles fue impreso por vez primera, incluido en las obras completas de Hesíodo, por Aldo Manucio en Venecia (1495); el texto procedía de manuscritos bizantinos. En la época moderna varios papiros han ofrecido secciones del texto, notablemente un papiro del siglo I en Berlín, un papiro del siglo II de Oxirrinco y el papiro Rainer de Viena, del siglo IV . Hay numerosos textos del siglo XII al XV.
Compárese esta obra con el «Escudo de Eneas» de Virgilio y la mucho más breve descripción del escudo de Creneo en la Tebaida. El gramático Epafrodito de Queronea escribió un comentario sobre El escudo de Heracles en el siglo I d. C. que no se conserva, pero aparece citado varias veces por Esteban de Bizancio.